# David Fletcher (Radsportler)
David Fletcher (* 27. Februar 1989 in Sutton-in-Ashfield) ist ein britischer Cyclocross- und Mountainbiker.

## Karriere
David Fletcher wurde 2006 in Birmingham britischer Meister im Cyclocross der Juniorenklasse. Im darauffolgenden Jahr startete er bei der Mountainbike-Weltmeisterschaft in Fort William im Cross Country-Rennen der Junioren, wo er die Bronzemedaille gewann. 2008 wurde Fletcher Dritter bei der britischen Cyclocross-Meisterschaft in der U23-Klasse. 
2009 fährt er für das britische Team Halfords, einem UCI MTB Team und konnte sich in der MRB-Weltrangiste platzieren.

## Erfolge

### Cyclocross
2005/2006
- Britischer Meister (Junioren)

2008/2009
- Britischer Meister (U23)

### Mountainbike
2007
- Britischer Meister – Cross Country (Junioren)

2008
- Britischer Meister – Cross Country (U23)

2010
- Britischer Meister – Cross Country (U23)

## Teams
- 2009 Team Halfords

- 2013 Orange Monkey